# Przełęcz Karkoszczonka
Die Przełęcz Karkoszczonka ist ein Gebirgspass im Süden der polnischen Woiwodschaft Schlesien in den Schlesischen Beskiden. Der Pass liegt auf der Grenze der Gemeinden Brenna und Szczyrk auf dem Barania-Kamm und verbindet das Tal der Brennica mit dem Tal der Żylica. Der Pass ist 729 m ü.N.N. hoch. 

## Tourismus
- Über den Pass führen zahlreiche markierte Wanderwege.